# ホワッツ・ゴーイン・オン
『ホワッツ・ゴーイン・オン』（What's Going on）とは、マーヴィン・ゲイが1971年に発表したスタジオ・アルバム。1971年発売時の日本版タイトルは『愛のゆくえ』。

## 背景
ゲイは当時、ベトナム戦争から帰還した弟から戦場の様子を聞き、反戦曲「ホワッツ・ゴーイン・オン」をモータウンの専属作家のアル・クリーヴランド、フォー・トップスのメンバーのレナルド・ベンソンらと共に書き上げた。モータウンの社長ベリー・ゴーディは当初この曲を気に入らず、シングルとしてリリースすることに難色を示したが、ゲイはそれに対して、リリースしなければ残りの曲のレコーディングもしないと反論した。そして、最終的には1971年1月20日、アルバムに先駆けてシングルとして発表され（B面は「ゴッド・イズ・ラヴ」）、Billboard Hot 100で2位、R&Bチャートでは1位を記録。この曲のヒットを受けて、ゴーディは残りの曲のレコーディングを指示し、5月にアルバムが完成した。
2曲目の「ホワッツ・ハプニング・ブラザー」は、タイトル曲に引き続き弟に捧げられた反戦歌で、更にアルバムを通じて貧困、警察の横暴、ドラッグ問題、児童遺棄、都市の退廃、秩序不安といったアメリカの社会問題について言及されている。タイトル・ナンバーのメロディが随所で再登場する構成も相まって、コンセプト・アルバムと呼べる内容である。また、ゲイは自分の表現を妥協せずに貫くべく、モータウンのアーティストとしては異例のセルフ・プロデュースに挑み、同時期にセルフ・プロデュースの路線にシフトしたスティーヴィー・ワンダーにも影響を与えている。

## 反響・評価
セールス的にはポップ・アルバム・チャート6位、R&Bアルバム・チャートでは9週連続1位という成功を収めた。また、ゲイが射殺された1984年にも再度アルバム・チャート入りし、154位を記録している。イギリスではリリース当時はヒットしなかったが、1998年に11週全英アルバムチャート入りを果たし、最高56位を記録した。
アメリカ議会図書館は、2003年度の国立録音資料登録の一つとして本作を選出した。
タイトル曲は『ローリング・ストーン(Rolling Stone)』誌の「ローリング・ストーンの選ぶオールタイム・グレイテスト・ソング500」では4位、アルバムは『ローリング・ストーンの選ぶオールタイム・ベストアルバム500』（2020年版：大規模なアンケートによる選出)では１位にランクされている。また、2013年に『エンターテインメント・ウィークリー』誌が選出した『史上最も偉大なアルバム100』では13位となった。
ジョン・ブッシュはオールミュージックにおいて本作に5点満点を付け「マーヴィン・ゲイの傑作というだけでなく、ソウルミュージックの中でも最も重要かつ激しいレコード」「シングルが支配的だったモータウンから登場した、圧倒的に優れたフル・レングス作品であり、ほぼ間違いなく至上最高のソウル・アルバム」と評している。

## 収録曲
Side 1
1. ホワッツ・ゴーイン・オン（1971年発売時の邦題：愛のゆくえ） - What's Going on （Al Cleveland, Marvin Gaye, Renaldo Benson）
2. ホワッツ・ハプニング・ブラザー（1971年発売時の邦題：友に何が起きるのか） - What's Happening Brother （M. Gaye, James Nyx）
3. フライン・ハイ - Flyin' High (In the Friendly Sky) （M. Gaye, Anna Gaye, Elgie Stover）
4. セイヴ・ザ・チルドレン（1971年発売時の邦題：御子に救いを） - Save the Children （A. Cleveland, M. Gaye, Renaldo Benson）
5. ゴッド・イズ・ラヴ（1971年発売時の邦題：神の御前に） - God is Love （M. Gaye, A. Gaye, E. Stover, J. Nyx）
6. マーシー・マーシー・ミー - Mercy Mercy Me (The Ecology) （M. Gaye）

Side 2
1. ライト・オン - Right on （Earl DeRouen, M. Gaye）
2. ホーリー・ホーリー（1971年発売時の邦題：全知全能の神よ） - Wholy Holy （R. Benson, A. Cleveland, M. Gaye）
3. イナー・シティ・ブルース（1971年発売時の邦題：無への叫び） - Inner City Blues (Make Me Wanna Holler) （M. Gaye, J. Nyx）

## カバー
ダーティー・ダズン・ブラス・バンドは2006年、本作の全内容をカバーしたアルバム『ホワッツ・ゴーイング・オン』を発表した。また、アルバム収録曲に関しても様々なカバーが存在する。
- ホワッツ・ゴーイン・オン
  - 上記項目を参照。
- セイヴ・ザ・チルドレン
  - ダイアナ・ロス - アルバム『タッチ・ミー・イン・ザ・モーニング』（1973年）に収録。
- マーシー・マーシー・ミー
  - ジェシ・コリン・ヤング - アルバム『オン・ザ・ロード』（1976年）に収録。
  - ロバート・パーマー - アルバム『ドント・エクスプレイン』（1990年）に収録。
  - マイケル・マクドナルド - アルバム『モータウン2』（2004年）に収録。
  - ボーイズIIメン - アルバム『モータウン〜ヒッツヴィルUSA』（2007年）に収録。
- ホーリー・ホーリー
  - アレサ・フランクリン - ライブで歌唱。ゴスペル・ライブを収録したアルバム『至上の愛〜チャーチ・コンサート』（1972年）に収録。
  - ジョン・レジェンド&ザ・ルーツ - アルバム『ウェイク・アップ!』（2010年）に収録。
- イナー・シティ・ブルース
  - リー・リトナー - アルバム『ツイスト・オブ・モータウン』（2003年）に収録。